# Kiwa tyleri
Espèce
Kiwa tyleri est la troisième espèce de galathée yéti décrite, en 2015. Comme ses cousines, Kiwa hirsuta et Kiwa puravida, c'est un crustacé marin vivant à grande profondeur, au corps blanc couvert de poils colonisés par des bactéries chimiotrophes qui sont à la base de son alimentation. Kiwa tyleri vit à proximité des cheminées hydrothermales.
C'est la seule galathée yéti connue à ce jour dans l'océan glacial Antarctique. Elle se distingue de ses cousines par sa carapace lisse, dépourvue d'aspérités sur le dos, et plus trapue. Contrairement à ses cousines, elles présente aussi la particularité de se rassembler en très grandes communautés : dans les sites où elle est rencontrée, elle constitue l'espèce dominante de la macrofaune. Elle est aussi adaptée à des eaux globalement plus chaudes, si bien qu'on la trouve beaucoup plus près des sources hydrothermales.